# Bruno Zauli
Bruno Zauli (Ancona, 18 dicembre 1902 – Grosseto, 7 dicembre 1963) è stato un dirigente sportivo italiano.

## Biografia
Fu dirigente della Federazione Italiana di Atletica Leggera (F.I.D.A.L.), della F.I.G.C., del Comitato olimpico nazionale italiano (C.O.N.I.) e della I.A.A.F..Associazione Internazionale delle Federazioni di Atletica.

### Nella FIDAL
Nel 1931 divenne giudice effettivo di atletica leggera. Nel 1932 fu nominato commissario del Comitato Regionale Laziale della F.I.D.A.L., e nel 1937 diventò presidente del comitato giudici federali. Durante la seconda guerra mondiale ricoprì il ruolo di Capo Ufficio Stampa del C.O.N.I.
Il 18 marzo 1946 a Firenze fu eletto primo Presidente della FIDAL. Rimase in carica fino all’assemblea di Milano del 9 marzo 1957, quando decise di non ricandidarsi e venne nominato presidente onorario.
Nel 1960 fu Vicepresidente del Comitato Esecutivo dei Giochi della XVII Olimpiade di Roma.
Nel 1962, mentre era Segretario generale del Comitato Olimpico Nazionale Italiano e presidente onorario della FIDAL, fu eletto presidente del Comitato Europeo della IAAF (non esisteva ancora l'European Athletic Association). Propose una serie di incontri fra nazioni europee, che portarono prima al torneo Sei Nazioni tra paesi occidentali e poi alla nascita della Coppa Europa di atletica leggera.
Nel 1955 realizò la Scuola Nazionale di Atletica Leggera a Formia. Fu eletto Sindaco della città nel 1958.

### Nella FIGC
Dopo la sconfitta del 15 gennaio 1958 Irlanda del Nord-Italia 2-1, ultimo risultato utile per la qualificazione alla Coppa del Mondo Jules Rimet del 1958, la Presidenza della F.I.G.C. fu commissariata dal Presidente del CONI Giulio Onesti.
Questi, conoscendolo bene, perché Zauli era il suo Segretario Generale lo nominò quale Commissario Straordinario della F.I.G.C. al posto del rimosso Ottorino Barassi.
Zauli avviò un profondo risanamento del calcio italiano portando a termine le riforme che Barassi aveva avviato ma mai completato, ovvero la netta divisione tra Professionismo, Semiprofessionismo e Dilettantismo che in molti anni aveva lentamente portato il calcio italiano verso la crisi dovuta all'eccessivo afflusso di giocatori stranieri e oriundi che avevano tolto spazio ai giovani calciatori emergenti.
Il primo intervento fu fatto sui campionati di Serie A e Serie B dove i contratti dei giocatori subirono una stretta regolamentazione che imponeva la firma dello status di giocatore professionista e la quantificazione degli oneri previdenziali a quel momento inesistenti, perché il professionismo italiano era ancora vincolato alla regolamentazione introdotta nel 1926 dalla Carta di Viareggio.

Zauli definì professionista:
La trasformazione dei campionati regionali in dilettantistici fu il passaggio successivo che Zauli risolse con la nascita della Lega Nazionale Dilettanti, un duro lavoro di riconversione soprattutto delle società sportive (ex IV Serie) non ammesse alla Serie D i cui giocatori per anni erano stati abituati a ricevere dei rimborsi spese e che da questo momento devono rinunciare a tutto in nome del dilettantismo puro firmando una dichiarazione formale prima del tesseramento.
Con l'avvenuta elezione di tutte le nuove cariche federali per il quadriennio 1959-1962 terminò per Zauli un difficile periodo che rimase per sempre vincolato al suo nome.
Durante il suo mandato, il 6 novembre 1958, Zauli inaugurò il Centro Tecnico Federale di Coverciano portando a termine quanto iniziato dal marchese Luigi Ridolfi Vay da Verrazzano.
Scomparve nel 1963 all'età di 60 anni a Grosseto, colpito da infarto mentre si accingeva a presenziare all'inaugurazione di un campo scuola del CONI.
Nel 1964 il comitato europeo della IAAF decise di dedicare alla sua memoria la Coppa Europa di atletica leggera.